# 斉藤尚子
斉藤 尚子（さいとう なおこ、7月19日 - ）は、日本の元アナウンサー。群馬県出身。立教大学卒業。
大学を卒業後、2003年春からNHK前橋放送局の契約キャスターを務めていた。NHKとの契約の終了後、2006年春に広島ホームテレビに入社し、2009年3月末に同局を退社。それから1年後の2010年4月に群馬テレビに入社し、2014年3月末に同局を退社した。

## 担当番組
特記のないデータは、すべて下記外部リンク節の各局公式プロフィールからの参考。

### NHK前橋放送局
- こんにちはいっと6けん
- 首都圏ネットワーク 17時台「首都圏まるごと一週間」
- お元気ですか日本列島
- 気象情報・お知らせ（NHK-FM）
- ニュース（NHK-FM）
- 夕焼けほっと群馬（NHK-FM）

### 広島ホームテレビ
- HOME Jステーション
- くれ情報ステーション
- ビジネス最前線
- ワイド!スクランブル ローカルパート HOMEニュース
- HOME NEWS 24:40
- ANNスーパーJチャンネル

### 群馬テレビ
- モーニングジャスト
- ニュースジャスト930
- ビジネスジャーナル
- ニュースジャスト6 - 金曜MC（2011年1月から）[5]
- ニュースeye8 - 金曜サブキャスター[6]
- ぐんま一番[4][7]